# Computer Music Multidisciplinary Research
O International Symposium on Computer Music Multidisciplinary Research, comumente abreviado para CMMR, é um simpósio que tem como principal objetivo oferecer uma plataforma ativa para troca de ideias, questões, resultados e perspectivas para a interação entre música e computadores. O evento foi criado em 2003 e conta com catorze edições, com a décima quinta confirmada para novembro de 2021. O simpósio já foi sediado por diversas cidades na América do Sul, Europa e Ásia.
A sigla CMMR originalmente se referia ao Computer Music Modeling and Retrieval, encontros e fóruns de debates que focavam na recuperação de informação, programação, bibliotecas digitais, inteligência artificial, acústica, processamento de sinais e sistemas multimédia. Com o passar do tempo, essas discussões foram se tornando mais interdisciplinares, abrangendo diversos aspectos da interação humana com a prática musical. Neste contexto, surgiu a necessidade de inserir análises perceptuais e cognitivas ligadas à modelagem sonora e sobre a estrutura musical como um todo. Desse modo, o comitê gestor do simpósio decidiu alterar o significado da sigla para o formato conhecimento atualmente, Computer Music Multidisciplinary Research. Esta alteração entrou em vigor em 2013 e desde então vem permitindo que novas comunidades de pesquisa participem do evento.

## Tópicos de Interesse
Contribuições originais são incentivadas, mas não limitadas aos seguintes tópicos:
- Inteligência artificial
- Ciência cognitiva para som e música
- Percepção auditiva
- Instrumentos musicais aumentados
- Musicologia mediada por computadores
- Redes cooperativas
- Bibliotecas musicais digitais
- Análise e avaliação de sistemas musicais criativos
- Sistemas inteligentes para tutoria musical
- Live coding
- Gesto e música
- Aprendizagem interativa
- Recuperação de informação musical
- Design de interfaces de áudio
- Projeto e desenvolvimento de ferramentas de composição e produção musical
- Representação e visualização de música
- Interação humano-computador
- Síntese de som
- Etnografia
- Realidade virtual e aumentada

## Edições anteriores
Desde a sua criação em 2003, o CMMR não foi realizado somente nos anos de 2006, 2014, 2018 e 2020. Nas demais edições, ele contou  com temas específicos (ainda que abrangessem os tópicos citados na seção anterior), considerando o local de sua ocorrência e os assuntos mais relevantes à época do evento. Abaixo, são listadas as edições anteriores do simpósio, bem como seus temas.
- CMMR 2019 foi sediado em Marselha, na França, com o tema “Percepção, representação, imagem, som e música”[5]
- CMMR 2017 teve o tema “Tecnologia musical com Swing” e ocorreu em Matosinhos, Portugal[6]
- CMMR 2016 foi realizado em São Paulo, Brasil, com o tema “Ligando pessoas e o som”[7]
- CMMR 2015 foi realizado em Plymouth, Reino Unido, com o tema “Música, mente e corpo”[8]
- CMMR 2013 foi realizado em Marselha, França, com o tema “Som, música e movimento”[9]
- CMMR 2012 foi sediado em Londres, Inglaterra, com o tema “Música e emoções”[10]
- CMMR 2011 foi o primeiro a ser realizado fora da Europa, sediado em Bhubaneswar, Índia, focando nas fronteiras de pesquisa entre discurso e música”[11]
- CMMR 2010 ocorreu em Málaga, Espanha, com o tema “A música está no som”[12]
- CMMR 2009 foi sediado em Copenhague, Dinamarca, com o tema “Exibições auditivas”[13]
- CMMR 2008 foi realizado em Marselha, França. Com o tema “As raízes do significado na arte digital”[14]
- CMMR 2007 foi realizado em Copenhague, Dinamarca, com o tema “Os sentidos do som”[15]
- CMMR 2005 aconteceu em Pisa, Itália, com o tema “PLAY!"[16]
- CMMR 2004 aconteceu em Esbjerg, Dinamarca, e não teve um tema principal [17]
- CMMR 2003 foi sediado em Montpellier, França, e não teve um tema principal[18]